# EML Kalev (M414)
Az EML Kalev (ex M2663 Minerva) Németországban gyártott Frauenlob osztályú aknakereső hajó, amely jelenleg az Észt Tengerészeti Múzeumban van kiállítva. 1995-ig a Német Haditengerészetnél, majd M414 hadrendi jelzéssel 1997–2004 között az Észt Haditengerészetnél állt szolgálatban.

## Története
A hajót Németországban, a rendsburgi Kröger-Werft hajógyárban építették a 10 egységet számláló Frauenlob-osztály tagjaként. 1966. augusztus 25-én bocsátották vízre, majd 1967. június 16-án állították szolgálatba a Német Haditengerészetnél Minerva néven, M2663 hadrendi jelzéssel. Honi kikötője Neustadt in Holsteinben volt. 1995-ben vonták ki a szolgálatból az osztály négy további tagjával együtt, majd a Minervát és testvérhajóját, a Dianát Németország Észtországnak ajándékozta. Felújítás után a Minerava az M414 hadrendi számot, valamint az észt mitológiai alakról a Kalev nevet kapta, míg a Dianát Olev néven állították szolgálatba az Észt Haditengerészetnél 1997. szeptember 5-én. Az átadás alkalmával tartott ünnepségen a hajónak Kunda város címerét adományozták. A hajó személyzete egy hat hónapos kiképzésen vett részt Németországban. (A Frauenlob-osztály egy harmadik egysége 2001-ben került Észtországhoz.) A hajó a testvérhajóival együtt az Észt Haditengerészet Aknakereső Hadosztályában állt szolgálatban. A hajó részt vett a balti országok balti-tengeri aknakereső egységének, a BALTRON-nak a tevékenységében, valamint több nemzetközi haditengerészeti gyakorlaton. Az EML Kalev egységet 2003 júliusában vonták ki a hadrendből, majd 2004-ben átadták az Észt Tengerészeti Múzeumnak, ahol múzeumhajóként látogatható.

## Parancsnokai
Az Észt Haditengerészetnél állományában töltött időszak alatt a hajó parancsnokai voltak:
- Ilmar Noor
- Annes Vainamäe
- Indrek Hanson
- Rain Terras

## Lásd még
- EML Kalev